# Cortegada
Cortegada – gmina w Hiszpanii, w prowincji Ourense, w Galicji, o powierzchni 26,88 km². W 2011 roku gmina liczyła 1277 mieszkańców.